# Парови (2. сезона)
Парови 2 је друга сезона српског ријалити-шоуа Парови. Сезона се приказивала од 24. децембра 2011. до 7. априла 2012. године на каналу Happy. Трајала је 105 дана. Водитељка друге сезоне је Јелена Хелц. Учесници који се такмиче називају се парови.
Победници друге сезоне су Александра „Сашка” Матић, фризерка и Стеван Радивојевић, фризер који су освојили 58% СМС гласова и главну награду у износу од 100.000 евра. Другопласирани су Марко Миљковић, DJ и ријалити учесник и Деа Тошић, манекенка који су освојили 22% СМС гласова и аутомобил марке Опел корса.
Друга сезона је садржала много више вербалних сукоба него претходна, што је резултирало негативним критикама, како критичара тако и гледалаца. Међутим, поред свих критика, друга сезона била је гледанија од претходне.

## Формат
Парови је такмичарски-шоу у којем група такмичара, названа парови, живи у прилагођеној „вили” (у ствари постављеној у згради канала Happy), непрестано под видео надзором. Док су у вили, такмичари су потпуно изоловани од спољног света, што значи да нема телефона, телевизије, интернета, часописа, новина или контакта са онима који нису у вили. Ово правило би се, међутим, могло прекршити у случају медицинске повреде, породичне нужде или смрти. Формат шоуа углавном се доживљава као друштвени експеримент и захтева да парови комуницирају са другима који могу имати различите идеале, уверења и предрасуде. Иако су закључани у кући, парови могу напустити такмичење. Ако би учесник прекршио правила такмичења, могао би бити избачен из виле. Учесници се такмиче за главну награду чија вредност варира током сезоне. Вила у којој се учесници налазе садржи потпуно опремљену кухињу, двориште, спаваћу собу, купатило, као и велику дневну собу, велики базен и тајну собу. Учесници су углавном из разних држава са Балкана.
Велика вила налази се у београдском делу града, Земуну. Вила садржи велику спаваћу собу са 24 кревета, велику опремљену кухињу, велику дневну собу, две туш кабине, два тоалета, тајну собу, три собе за изолацију, велики базен и велико двориште. Име виле у којој се такмичари налазе је „Вила парова”.
Парови морају да пролазе кроз разне дневне задатке, глуме, певања, цртања и слично. Поред тога, имају разне свакодневне задатке од продукције које им преносе батлер и помоћник у вили. Онај ко најбоље испуни задатак (свађа са партнером или пријатељем, завођење осталих Парова), ослобођен је номинације.
Помоћ паровима пружају батлери, слушкиње, собарице и помоћници који су константно били са њима. Парови су пили и јели из златних посуда, а „газде виле”, Вања Костић и Сергеј Трифуновић, могу да смање или повећају главну награду, казне или награде парове, организују бал и слично.
Такође постоји опција „пар из народа”, где онај ко буде имао највише среће улази са својим партнером у вилу на седам дана и тако сваки пут све до краја.

## Парови
| Име                      | Занимање                    | Резултат       |
| ------------------------ | --------------------------- | -------------- |
| Александра „Сашка” Матић | Фризерка                    | Победници      |
| Стеван Радивојевић       | Фризер                      | Победници      |
| Марко Миљковић           | и ријалити учесник          | Другопласирани |
| Деа Тошић                | Манекенка                   | Другопласирани |
| Никола Пауновић          | Ријалити учесник            | Треће место    |
| Соња Петровић            | Ријалити учесница           | Треће место    |
| Соња Коцић               | Певачица                    | Четврто место  |
| Страхиња Младеновић      | Фудбалер и ријалити учесник | Четврто место  |
| Мартина Рајић            | Манекенка                   | Пето место     |
| Михајло Мујинг           | Ријалити учесник            | Пето место     |
| Светлана „Цеца” Китић    | Рукометашица                | Избачени       |
| Милан Магић              | Глумац                      | Избачени       |
| Мики Јевремовић          | Певач                       | Избачени       |
| Љиљана Гајић             | Певачица                    | Избачени       |
| Слађана Ђорђевић „Буцка” | Певачица                    | Избачени       |
| Дарко Мацурић            | Манекен                     | Избачени       |
| Иван Гајић               | Новинар и ријалити учесник  | Избачени       |
| Јелена Стевуљевић        | Ријалити учесница           | Избачени       |
| Стеван Арсенијевић       | Манекен                     | Избачени       |
| Марија Аћимовић          | Манекенка                   | Избачени       |
| Љубица Мојсовска         | Певачица                    | Избачени       |
| Стеван Голубовић         | Певач                       | Избачени       |
| Алка Вуица               | Певачица                    | Избачени       |
| Ивица Шторић             | Певач                       | Избачени       |
| Марија Богуновић         | Ријалити учесница           | Избачени       |
| Далибор Ристић           | Ријалити учесник            | Избачени       |